# Eunidia atripennis
Eunidia atripennis là một loài bọ cánh cứng trong họ Cerambycidae.